# 服部大池
服部大池（はっとりおおいけ）は、広島県福山市駅家町にあるため池である。江戸時代に芦田川水系服部川をせき止めて作られたもので、現在も現役で使われている。2010年（平成22年）に農林水産省から広島県で唯一ため池百選に選ばれた。

## 建設
服部大池は1643年（寛永20年）に福山藩初代藩主であった水野勝成が隠居後に神辺平野の干魃対策のひとつとして神谷治部を総奉行として服部川を堰き止めて造らせた。福山藩で最大のため池で春日池、瀬戸池と並び領内三大池のひとつに数えられる。1645年（正保2年）に完成し20ヶ村に恩恵を与え周囲の治水を大きく安定させた。以後、度々の改修を受けつつ農業用ため池として現在も用いられており、近年では1997年に改修工事が行われた。池の周辺は公園として整備され桜の名所として市民に親しまれている。

## 人柱伝説
服部大池の築造は大変な難工事であったために堤に「人柱」が捧げられたとの言い伝えがある。それによると人柱にされたのは病気の母親に代わり人夫として夫役に出ていた16歳のお糸であったとされ、彼女が選ばれた理由は『着物に横つぎが当たっていて、未婚の娘』（貧しい処女であるという意味）であったからだという。また、伝説には後日談があり、お糸には恋人の若者がおり毎夜池の堤でお糸の名を呼び続け、ついには池に身を投げてしまった。それを知った人々が二人の霊を慰めるために弁財天を祀ったうえで松と槙を植えた。後に2人の魂がひとつになろうとしているかのように2本の根が絡み合い、やがて『比翼の松』と呼ばれるようになったという（現在では枯れてしまい、お糸大明神に祀られている）。
この話は地元では事実として信じるひとも多いが、江戸時代の文献にはこれに類する話は全く存在せず、石碑は何れも後年に造られたものである。また堤の改修工事で人骨が見つかったという話も存在しない。しかしながら話自体は昭和初期頃には市井に広まっていたようで、当時からその信憑性を疑う声はあったが、戦後には市内小学校の同和道徳教育の教材に用いられたことなどから、話の信頼性が高まったようである。